# Código de três endereços

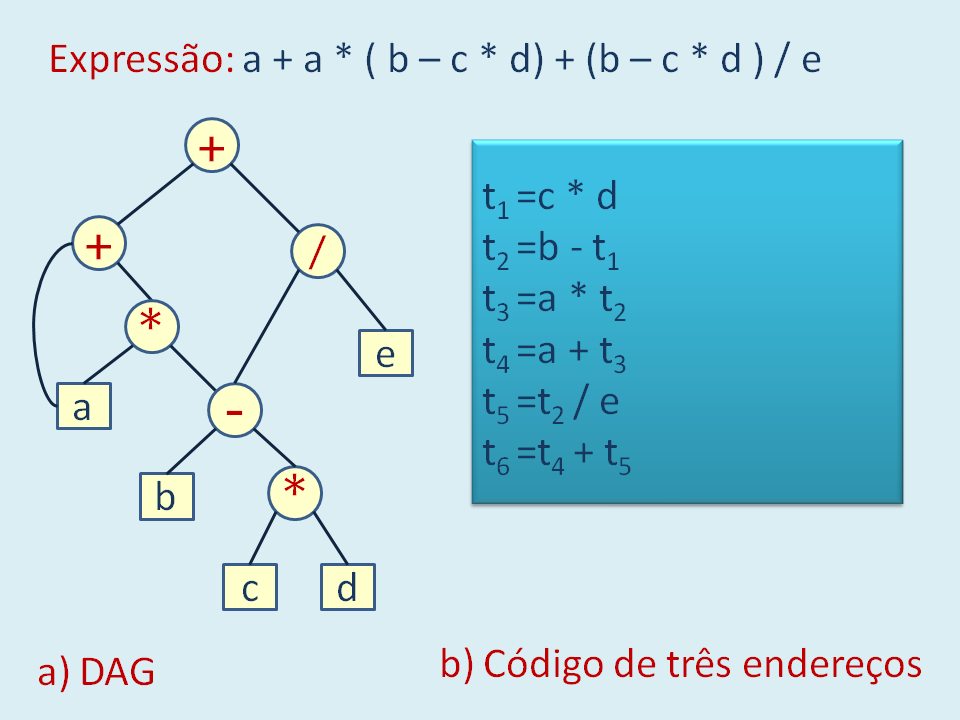
Exemplo de Código de três endereços e um DAG correspondente para uma expressão aritmética

Em ciência da computação, o código de três endereços é uma forma de representar código intermediário usado por compiladores para auxiliar na implementação das transformações voltadas a melhorar o código. Um código de três endereços é uma representação linear de um Grafo acíclico dirigido (DAG). Cada instrução em um código de três endereços pode ser descrita como uma 4-tupla: (operador, operando1, operando2, resultado).
Cada declaração tem a forma geral de:
tal como:
onde x, y e z são variáveis, constantes ou variáveis temporárias geradas pelo compilador. op representa qualquer operador, por exemplo, um operador aritmético.
Expressões que contenham mais de uma operação fundamental, tais como:
não são representáveis em código de três endereços como uma única instrução. Em vez disso, elas são decompostas em uma série equivalente de instruções, tais como
{\displaystyle t_{1}:=y\times z\,}
{\displaystyle p:=x+t_{1}\,}
O termo código de três endereços é usado, mesmo que algumas instruções usem mais ou menos de dois operandos. As principais características do código de três endereços são de que cada instrução implementa exatamente uma operação fundamental, e que a origem e o destino pode se referir a qualquer registro disponível.

## Exemplo
```
 
int
 
main
(
void
)

 
{

     
int
 
i
;

     
int
 
b
[
10
];

     
for
 
(
i
 
=
 
0
;
 
i
 
<
 
10
;
 
++
i
)
 
{

         
b
[
i
]
 
=
 
i
*
i
;

     
}

 
}

```

O programa C anterior, traduzido em código de três endereços, poderia ser algo como o seguinte:

```
      i := 0                  ; atribuição
L1:   if i >= 10 goto L2      ; salto condicional
      t0 := i*i
      t1 := &b                ; endereço da operação
      t2 := t1 + i            ; t2 contém o endereço de b[i]
      *t2 := t0               ; armazenamento através de ponteiro
      i := i + 1
      goto L1
L2:
```

Outro exemplo:
```
if
(
a
<
b
)

{

x
=
x
+
1
;

}

else

if
(
c
<
d
)

{

y
=
y
+
1

}

```

```
1: if(a<b) then goto 4
2: if(c<d) then goto 7
3: go to next
4: t1=x+1
5: x=t1
6: go to next
7: t2=y+1
8: t2=y
9: go to next
10: ; next é a próxima linha após os comandos da instrução

```